# モビスター
モビスター（Movistar (スペイン語発音: [moβisˈtaɾ])）は、主に中南米やヨーロッパの一部で事業展開しているテレフォニカ傘下の携帯電話事業会社。スペイン国内では2200万人が加入している。2011年には自転車競技のチームモビスター・チームが結成された。

## 事業展開している国・地域

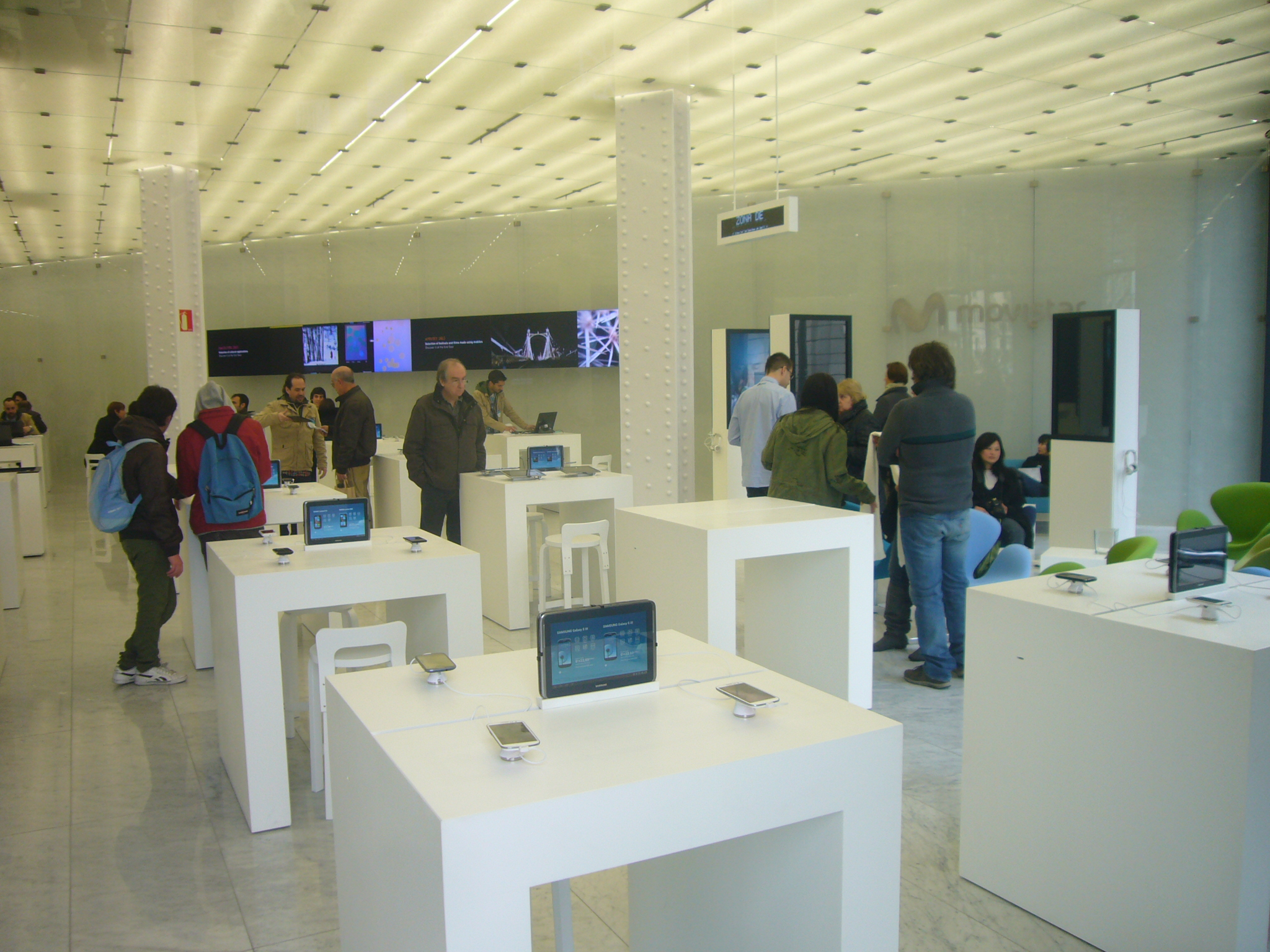
モバイルワールドコングレス

- アルゼンチン
- チリ
- コロンビア
- エクアドル
- エルサルバドル
- メキシコ
- ペルー
- スペイン
- ウルグアイ
- ベネズエラ
- 南極大陸

### 他のブランド名義で展開している国
- ブラジル（Vivo）
- チェコ（O2）
- スロバキア（O2）
- ドイツ（O2）
- イギリス&アイルランド（O2）